# Saxvattnet
Saxvattnet este o arie protejată (arie specială de conservare — SAC, sit de importanță comunitară — SCI) din Suedia întinsă pe o suprafață de 5.372,4 ha, integral pe uscat.

## Localizare
Centrul sitului Saxvattnet este situat la coordonatele 64°38′41″N 15°11′22″E / 64.6448°N 15.1895°E.

## Înființare
Situl Saxvattnet a fost declarat sit de importanță comunitară în decembrie 1995 pentru a proteja 2 specii de animale. Situl a fost protejat și ca arie specială de conservare în decembrie 2009.

## Biodiversitate
Situată în ecoregiunea alpină, aria protejată conține 7 habitate naturale: Ape stătătoare oligotrofe până la mezotrofe, cu vegetație de Littorelletea uniflorae și/sau de Isoëto-Nanojuncetea, Pajiști alpine și boreale, Mlaștini turboase de tranziție și turbării mișcătoare, Taiga vestică, Lacuri și iazuri distrofice naturale, Păduri nordice subalpine/subarctice cu Betula pubescens ssp. czerepanovii, Turbării Aapa.
La baza desemnării sitului se află mai multe specii protejate de  mamifere (2): gluton (Gulo gulo), râs eurasiatic (Lynx lynx).